# 貝塚インターチェンジ (大阪府)
貝塚インターチェンジ（かいづかインターチェンジ）は、大阪府貝塚市にある、阪和自動車道のインターチェンジである。

## 道路
- E26 阪和自動車道（17番）

## 歴史
- 1990年3月29日 : 岸和田和泉IC-阪南IC間開通に伴い供用開始。
- 2025年3月4日 : 料金所がETC専用になる[1]。

## 周辺
- 水間観音
- 水間観音駅

## 接続する道路
- 大阪府道40号岸和田牛滝山貝塚線
- 国道170号

## 料金所

### 入口
- レーン数：2
  - ETC専用：1
  - サポート：1

### 出口
- レーン数：2
  - ETC専用：1
  - サポート：1

## 隣
E26 阪和自動車道
(16)岸和田和泉IC - 岸和田TB - 岸和田SA - (17)貝塚IC - (18)泉佐野JCT - (19)泉南IC